# Josefa de Óbidos
Josefa de Óbidos, född 1630, död 1684, var en portugisisk målare. 
Nedslagskratern De Ayala på planeten Venus är uppkallad efter henne.